# Poulan-Pouzols
 Poulan-Pouzols là một xã thuộc tỉnh Tarn trong vùng Occitanie ở phía nam nước Pháp. Xã này nằm ở khu vực có độ cao trung bình 270 mét trên mực nước biển.